# Bubblo
Bubblo war ein Volumenmaß im Kirchenstaat. Das Maß galt als Getreidemaß.
- 1 Bubblo = 4 Quarte = 294,46 Liter